# 安魯效應
安鲁效應（英語：Unruh effect），有時稱為傅苓-戴維斯-安魯效應（Fulling–Davies–Unruh effect），為一種預測：一名加速運動的觀察者可以觀測到慣性觀察者無法看到的黑體輻射，即加速運動的觀察者會發現自己處在一個溫暖的宇宙背景中。用通俗講法來說，一名等加速度觀察者攜帶的溫度計，排除掉其他可能的溫度來源後，仍可測到一個不為零的溫度。
安魯效應首先由以下人士提出：史蒂芬·傅苓（1973年）、保羅·戴維斯（1975年）以及1976年在英屬哥倫比亞大學的威廉·安魯。
目前安魯效應是否真的被觀察到的情形仍不明朗，一些聲稱的觀察結果具有爭議性。另外，安魯效應是否指出安魯輻射的存在，也受到部份學者的質疑。

## 方程式
以加速度 {\displaystyle a} 均勻加速的粒子所有的相應能量{\displaystyle k_{\textrm {B}}T}為：
{\displaystyle k_{\textrm {B}}T={\frac {\hbar a}{2\pi c}}}
{\displaystyle k_{\textrm {B}}}是玻爾茲曼常數，{\displaystyle T}是以開爾文溫標(K)表示的絕對溫度，{\displaystyle \hbar }是約化普朗克常數，{\displaystyle c}是真空中光速。

## 數學計算
因此，因為地球重力場而以加速度{\displaystyle g}{\displaystyle =9.81\;{\textrm {m/s}}^{2}}加速的一顆粒子，其所見到的真空溫度只有{\displaystyle 4\times 10^{-20}\;{\textrm {K}}}。要從實驗上驗證安魯效應，加速度須達{\displaystyle 10^{26}\;{\textrm {m/s}}^{2}}，以得到約 {\displaystyle 4\times 10^{5}\;{\textrm {K}}}的溫度。

## 其他影響
安魯效應也導致加速粒子的衰變率與慣性粒子的不同。如質子等的穩定粒子在加速時具有不為零的衰變率。